# Karstadt

Logotipo de Galería Karstadt Kaufhof desde el 25 de marzo de 2019

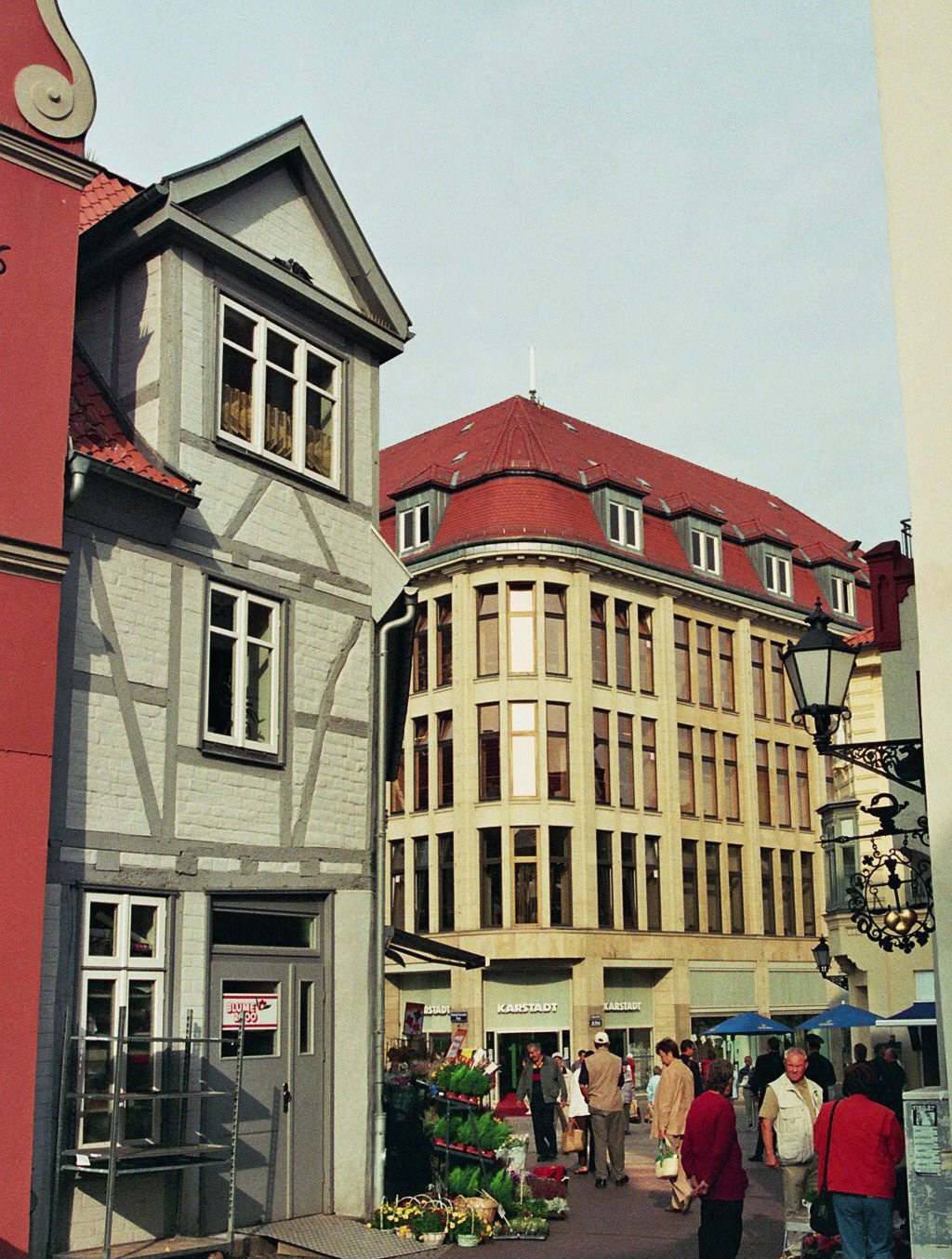
Central de Karstadt en Wismar.

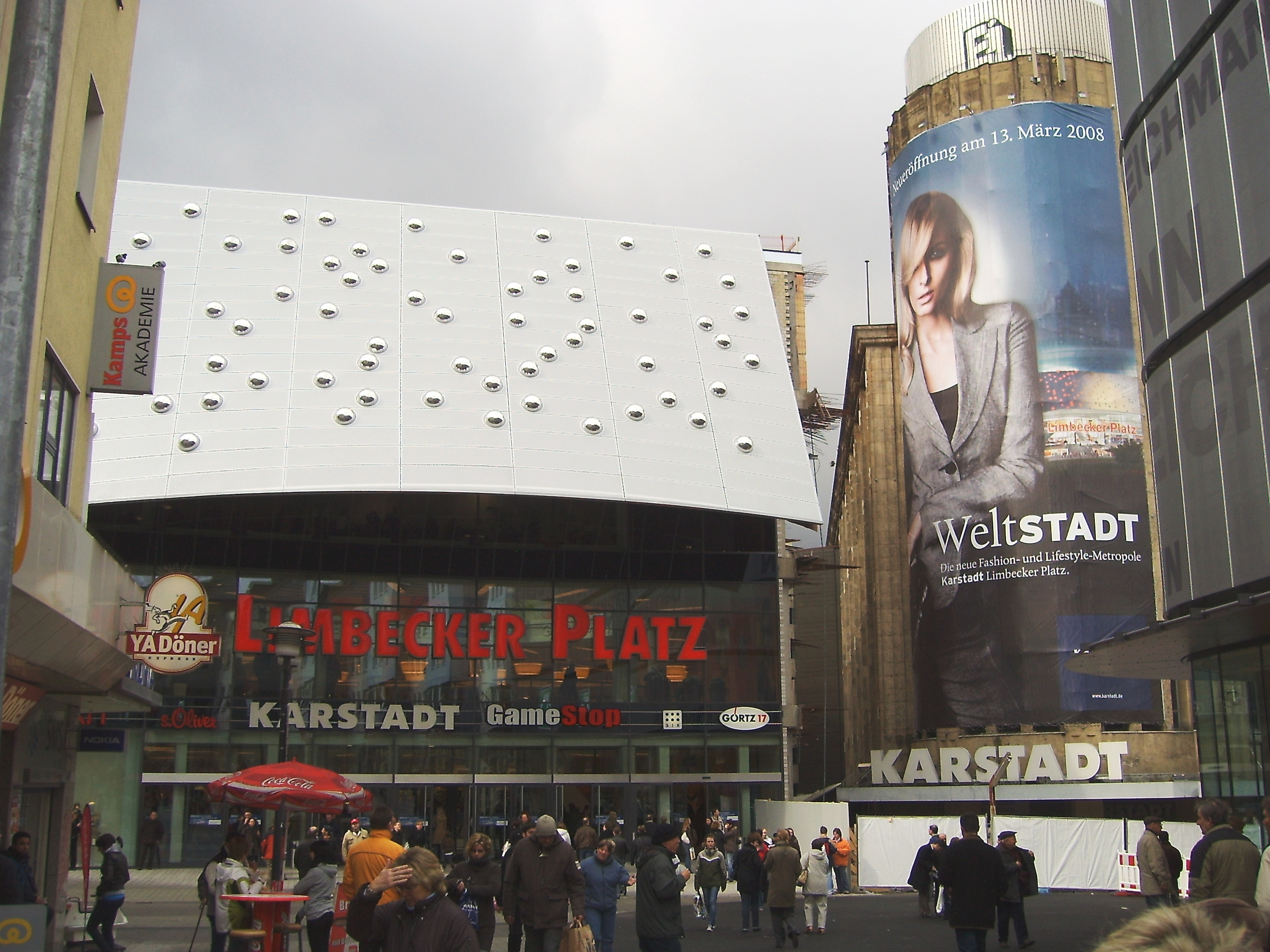
Sede central de Karstadt en Essen, en la Limbecker Platz. A la derecha, el antiguo edificio Althoff (demolido en mayo de 2008).

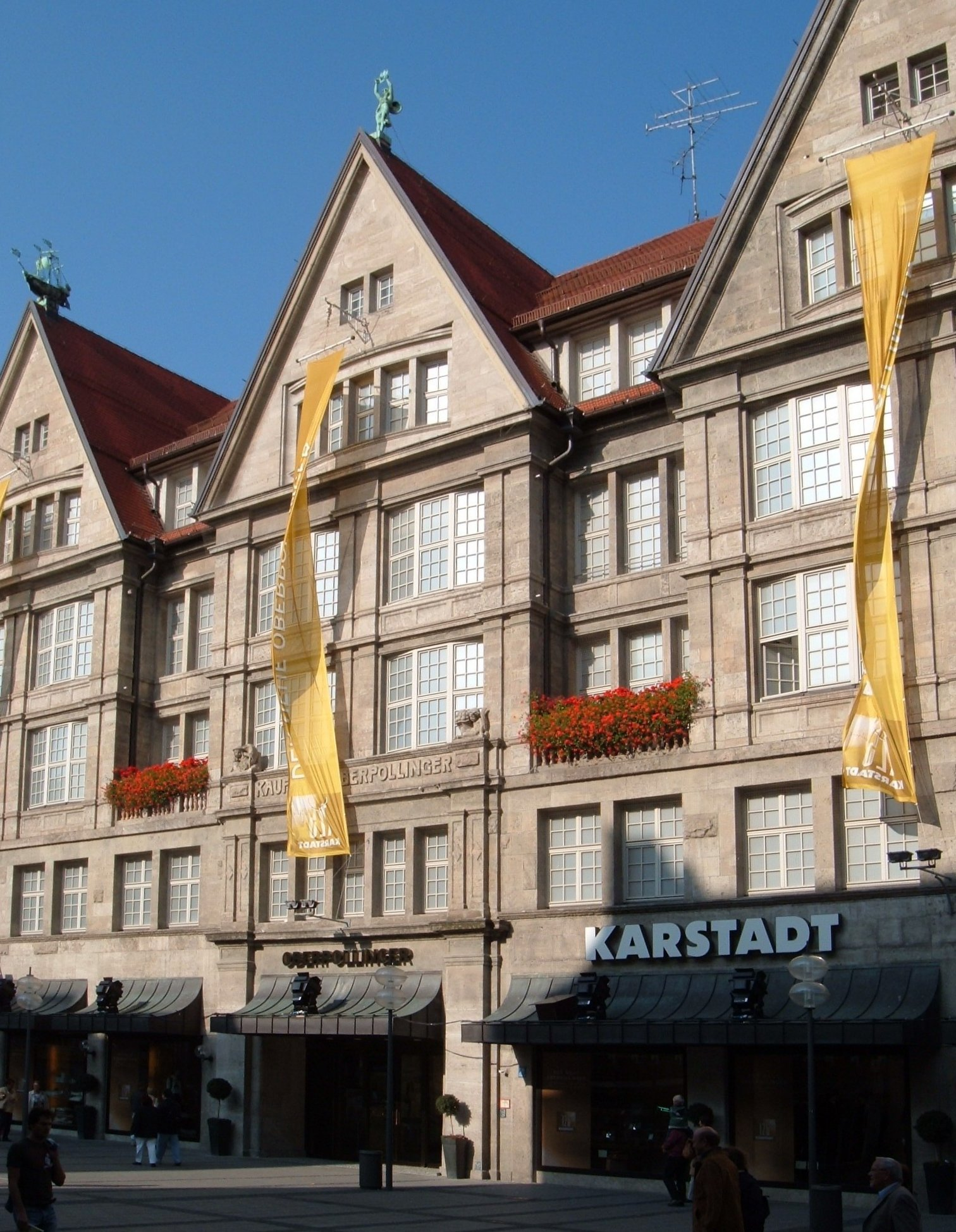
Karstadt Oberpollinger (Múnich).

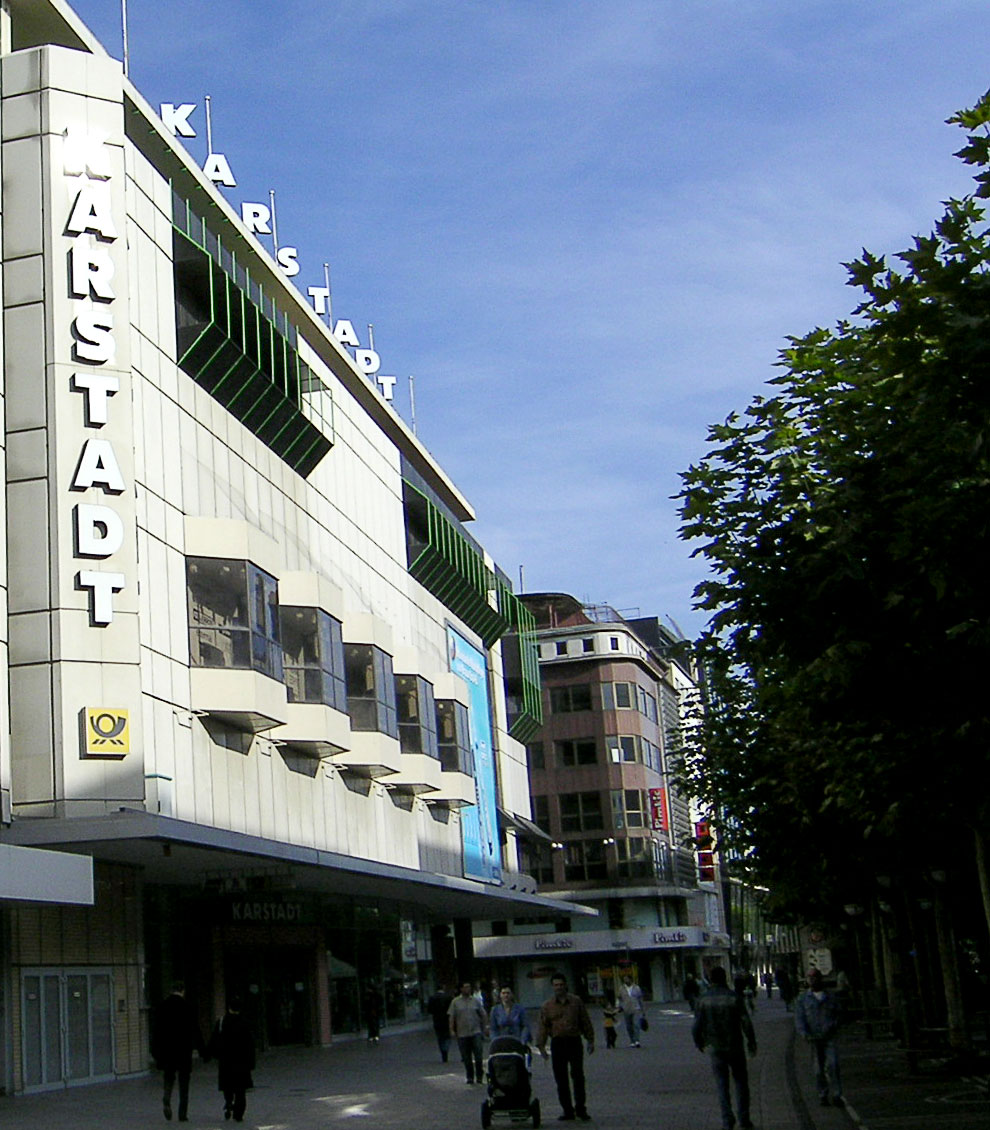
Karstadt Zeil - antiguo Hertie-Zeil.

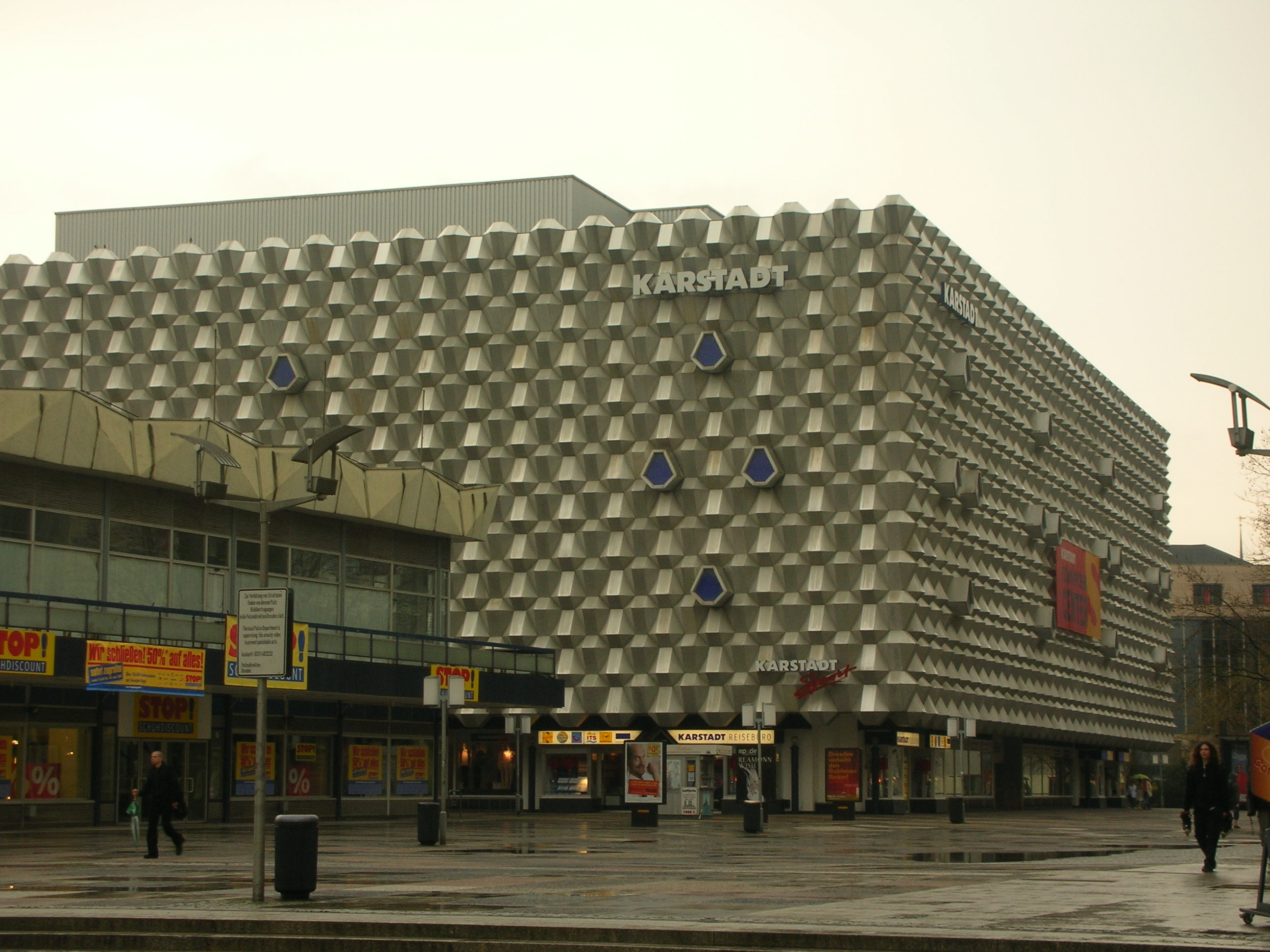
Antiguo Karstadt de Dresde en la Prager Straße (demolido en 2007).

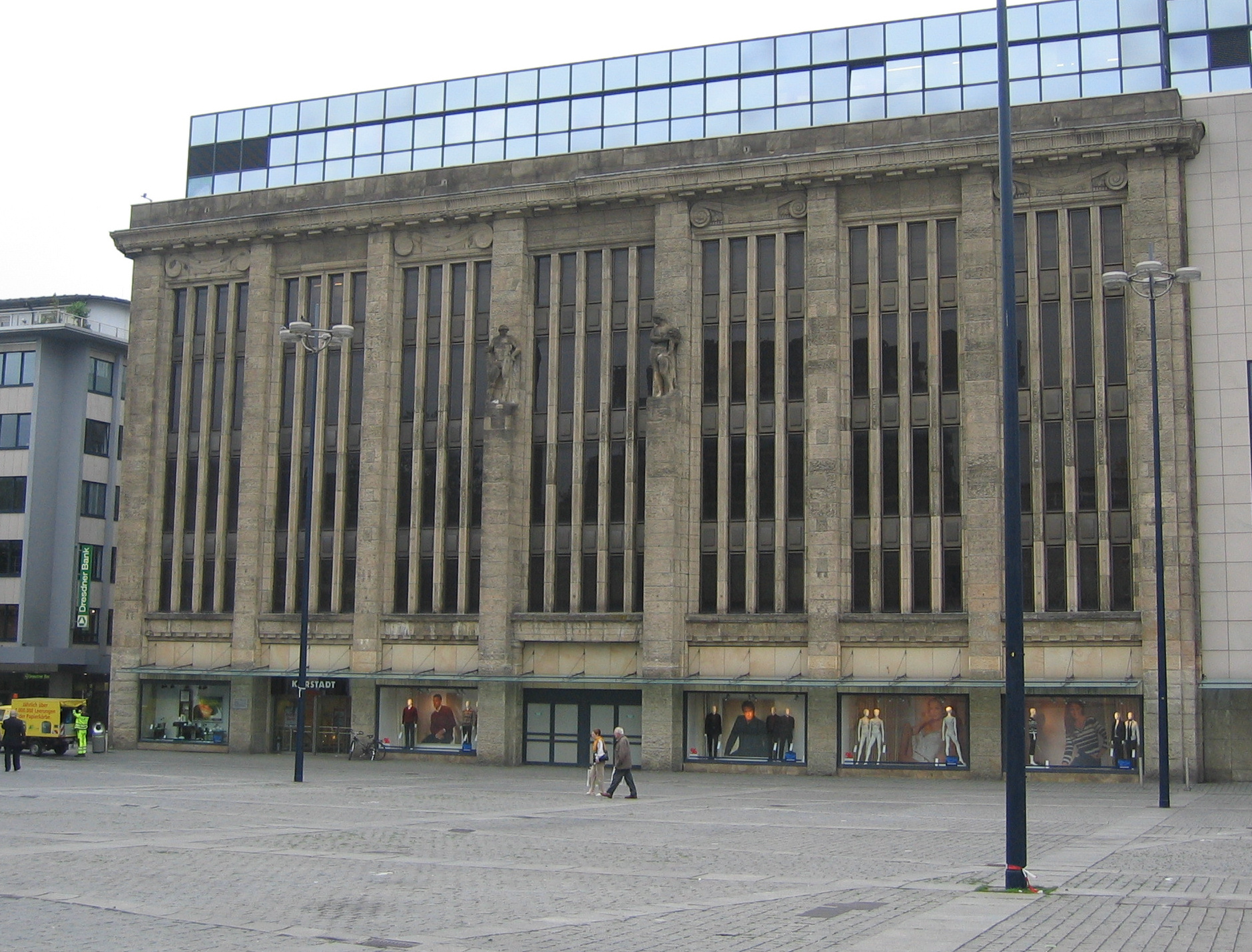
Centro comercial Althoff de 1904 en Dortmund.

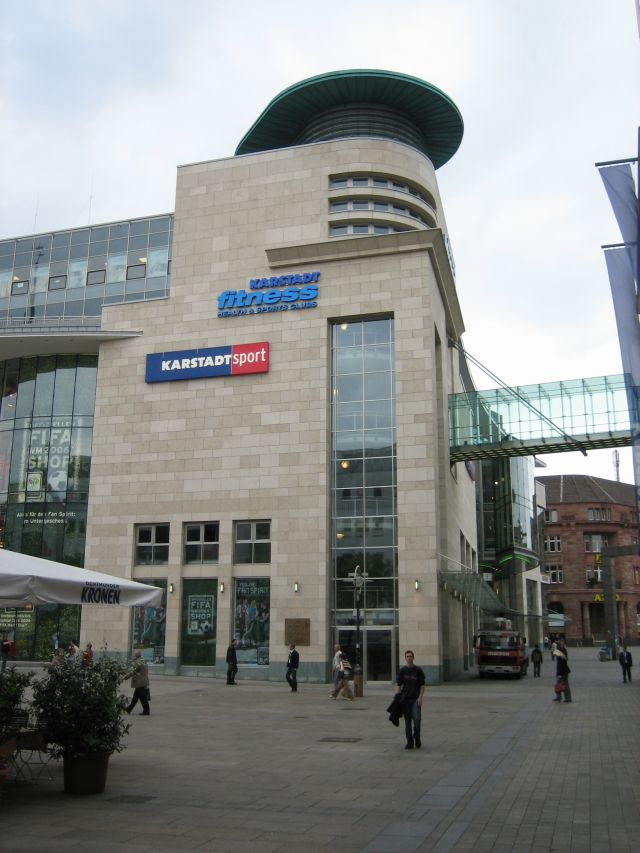
Karstadt Sport en Dortmund.

La sociedad Karstadt Warenhaus GmbH, con sede en Essen, es una filial del grupo empresarial alemán Arcandor AG (hasta el 30 de junio de 2007 llamada KarstadtQuelle AG). Es la parte de dicho grupo activa en el ámbito de las grandes superficies comerciales y regenta la cadena de comercios de este tipo más importante de Alemania (los "Karstadt"). En la actualidad tiene más de 90 grandes superficies y 32 tiendas de artículos deportivos ("Karstadt Sport"), incluyendo el centro comercial más grande de la Europa continental, el KaDeWe de Berlín, con una superficie útil de 60.000 m².
El 25 de marzo de 2019, Karstadt & Galería Kaufhof presentó el nuevo logotipo de su compañía fusionada Galeria Karstadt Kaufhof. También lanzaron su nuevo sitio web galeria.de ese día.

## Historia

### Historia de laKarstadt AGhasta su fusión conQuelle
El 14 de mayo de 1881, Rudolph Karstadt (1856-1944) fundó en Wismar su primer negocio, con el nombre Tuch-, Manufactur- und Confectionsgeschäft Karstadt ("Tienda de paños, confección y manufactura Karstadt"). Desde el principio, Karstadt estableció precios fijos y económicos para sus productos, en lugar del por entonces habitual regateo. Pronto se abrieron filiales en 24 ciudades del norte de Alemania. El segundo Karstadt se fundó en Lübeck. Algunos de sus primeros clientes fueron Thomas y Heinrich Mann. A esta le siguieron las sucursales de Neumünster (1888), Braunschweig (1890), Kiel (1893), Mölln (1895) y Eutin (1896). En 1900, Rudolph Karstadt se hizo con 13 negocios de su endeudado hermano Ernst en Anklam, Dömitz, Friedland, Greifswald, Güstrow, Hamburgo (Röhrendamm), Ludwigslust, Neubrandenburg, Schwerin, Stavenhagen, Wandsbek (Lübecker Str.), Wandsbek (Hamburger Str.) y Waren (Müritz). Siguieron nuevas aperturas en Bremen (1902), Hamburgo-Eimsbüttel (1903), Altona (1903), Hannover (1906) y Wilhelmshaven (1908). En 1912 se alcanzó un hito con la inauguración en la Mönckebergstraße de Hamburgo del primer gran centro comercial en Alemania, con una superficie de unos 10 000 metros cuadrados. Paralelamente, Karstadt se dedicaba cada vez más a la fabricación propia de ropa. Para ello, en 1911 se construyó un gran almacén para tejidos y un año más tarde una manufactura textil en Berlín. En 1919 se abrió otra fábrica de ropa de caballero en Stettin.
En 1920, Karstadt se hizo con el control de la firma Althoff, fundada por Theodor Althoff, de Dülmen. Karstadt se convirtió en una sociedad anónima. Formaron a pasar parte de la sociedad las sucursales de Althoff en Dülmen (inaugurada en 1885), Rheine (1889), Borghorst (1889), Bottrop (1893), Bocholt (1893), Recklinghausen (1893), Essen (1894), Münster (1896), Duisburg (1899), Gladbeck (1901), Lippstadt, (1901), Coesfeld (1902), Remscheid (1901), Dortmund (1904) y Leipzig (1914). No obstante, los centros comerciales Althoff no fueron renombrados como "Karstadt" hasta 1963. La red de sucursales alcanzaba el número de 44 y en 1931 ya había ascendido hasta las 89. Tras la Primera Guerra Mundial Karstadt creció rápidamente y en 1926 fundó la sociedad anónima Epa-Einheitspreis AG, filial encargada de comercios de precios más bajos. Hasta 1932 se crearon 52 filiales de Epa. Por otro lado, Karstadt siguió desarrollando nuevas líneas de producción, para ser más independiente con respecto a sus proveedores. Estas líneas incluían tejedurías, instaladores, imprentas y mataderos.
En el año 1929 se abrió en Berlín-Kreuzberg uno de los, por entonces, centros comerciales más grandes de todo el mundo. El comercio, de nueve plantas, tenía una superficie útil de 72.000 metros cuadrados (el KaDeWe tenía entonces menos de 30.000) y daba trabajo inicialmente a alrededor de 4.000 empleados. El edificio tenía además dos torres de 56 metros de alto, una terraza en el tejado de 4.000 metros cuadrados, montacargas e incluso conexión de metro propia. Pero pronto se hizo patente que el edificio estaba sobredimensionado. Debido a la crisis económica, en 1932 había plantas vacías. En 1945, miembros de la SS dinamitaron el edificio.
En 1932, Rudolph Karstadt abandonó la directiva de la empresa, tras la dramática disminución de las ventas consecuencia de la crisis económica mundial. Mediante el plan de saneamiento se redujo el capital social, se cerraron numerosas sucursales y se vendió la Epa AG.
En la década de los 30, la empresa tuvo que sufrir las consecuencias de las reservas ideológicas del Nacionalsocialismo hacia los grandes centros comerciales. Estos se veían como "inventos judíos" y sufrieron una gran represión. La Karstadt AG se "arianizó"; se vieron obligados a despedir a 830 empleados judíos, entre ellos cuatro miembros de la junta directiva y 47 gerentes de tiendas.
La Segunda Guerra Mundial significó un violento inciso en la historia de la organización. Los locales de la zona oriental (al otro lado del Oder y el Neiße) se perdieron. Concretamente, esto afectó a las sucursales de Königsberg y Cranz (Prusia Oriental), Neustettin y Stettin (Pomerania) y Guben (Brandeburgo Oriental). Las filiales en la zona de ocupación soviética (entre ellas Schwerin, Leipzig, Dresde, Potsdam, Halle y Görlitz) fueron expropiadas. Y más de 30 de las 45 que estaban en la zona occidental del país estaban destruidas o seriamente dañadas, incluyendo los "buques insignia" de Berlín-Kreuzberg (Hermannplatz) y Hamburgo (Mönckebergstraße).
Al igual que el resto del país, el consorcio se recuperó rápidamente durante la postguerra (véase "Milagro económico alemán"). A principios de los años 1950 comenzó a expandirse de nuevo. Karstadt realizó nuevas adquisiciones, como los almacenes Grimme en Schleswig-Holstein en los 60.
En 1977, Karstadt adquirió una participación mayoritaria en Neckermann Versand AG y, con una facturación anual de 10.620 millones de marcos, se convirtió en la empresa comercial más grande de la RFA. En 1984 se hizo con el control de la totalidad de Neckermann, que quedó absorbida.
Tras la Reunificación alemana, Karstadt adquirió los centros comerciales "Centrum" de las siguientes ciudades de la RDA: Brandenburgo/Havel, Dresden, Halle, Magdeburgo y Wismar.
En 1994, Karstadt se hizo con los almacenes Hertie (entre otros, el KaDeWe de Berlín). Los Hertie fueron convivieron en principio con los Karstadt. Más tarde, fueron transformándose poco a poco en Karstadt o cerraron sus puertas. Con la absorción de Hertie, formaron a pasar parte del patrimonio de Karstadt varios solares expropiados por los nazis al fundador de la cadena Wertheim, un judío. En 2005 un tribunal berlinés obligaría a KarstadtQuelle AG a indemnizar a los herederos.
En 1999 se fusionarion la Karstadt AG y la empresa de venta por correspondencia Quelle, formando KarstadtQuelle AG.

#### Sede central
La sede de la firma, en un principio en Wismar, fue trasladada en 1893 a Kiel y de allí en 1912 a Hamburgo. Tras la destrucción durante la guerra del edificio principal de la Mönckebergstraße hamburguesa, la dirección se mudó a la cuenca del Ruhr. Parte se asentó en Recklinghausen, parte en un anexo del almacén "Am Limbecker Platz" en Essen y la dirección de la filial de bajo coste Kepa, en el centro de dicha ciudad. Tras unas obras de tres años de duración, la oficina principal se estableció en 1969 en Essen-Bredeney, junto a la A52, donde aún está en la actualidad.

### Historia de Karstadt después de la fusión conQuelle
Tras la fusión con Quelle, los centros comerciales de la antigua Karstadt AG pasaron a estar regentados por Karstadt Warenhaus GmbH (hasta 2006 "Karstadt Warenhaus AG"), una empresa filial de KarstadtQuelle/Arcandor AG.
En octubre de 2004 se hizo público que, tanto Karstadt Warenhaus AG como en general todo el consorcio KarstadtQuelle, se hallaban en profundas dificultades económicas. A los problemas de todo minorista, en el caso de Karstadt se unían otros propios. Los dirigentes de Karstadt se aferraron a la propuesta de mantener una oferta variada, en contra de la tendencia del mercado, que era favorable a los comercios especializados. Los críticos aseguran que la filosofía está pasada de moda y no se ajusta a las demandas de los clientes.
Desde el 1 de enero de 2005, los departamentos de comestibles (en un principio, presentes en 72 de los 90 centros comerciales; a finales de 2008, sólo en 67) están dirigidos por una joint venture llamada Karstadt Feinkost GmbH & Co. KG, con sede en Colonia, y en la que Karstadt participa con un 74,9%, correspondiendo el 25,1% restante al Rewe Group. Karstadt aportó mercancía e los inmuebles por valor de unos 50 millones de euros, mientras que Rewe puso capital en una cuantía similar. Karstadt Feinkost comenzó con unos 3700 trabajadores, contratados en su mayoría por el grupo KarstadtQuelle, y una facturación anual de 500 millones de euros. Hasta 2008, la sociedad ha saldado sus ejercicios con pérdidas millonarias todos los años. Se espera que entren en la zona de ganancias en el año 2009. Desde la fundación de Karstadt Feinkost, los departamentos de comestibles se han ido reformando bajo la marca Perfetto y su surtido ha ido variándose.
Debido a la crisis permanente, en agosto de 2005, 74 filiales de Karstadt, equivalentes a 8.000  m² de superficie comercial, 51 tiendas de ropa SinnLeffers y la cadena de complementos deportivos Runners Point fueron vendidos. Las librerías de los Karstadt son responsabilidad desde abril de 2008 del grupo editorial Weltbild y la cadena Hugendubel.
En octubre de 2007, según informa el Handelsblatt, Karstadt estudia hacerse con la cadena de almacenes Kaufhof, de Metro AG: esto le convertiría en el segundo consorcio de su rama más importante de toda Europa, solo por detrás de la española El Corte Inglés.

## Competencia
El principal competidor de los Karstadt son los Galeria Kaufhof, pertenecientes al consorcio Metro AG. Antiguamente, otros competidores directos eran los centros comerciales Hertie y Horten.
En el centro de las ciudades, los Karstadt encuentran competencia en las ramas textil y tecnológica en los grandes almacenes C&A, Peek & Cloppenburg, Saturn y los antiguos Brinkmann-Kaufhäuser.
A partir de las décadas de los 60 y 70, la competencia de Karstadt aumenta progresivamente en el extrarradio de las ciudades. Especialmente, se han extendido los hipermercados como, entre otros, real, Familia y Plaza, así como los almacenes especializados (Adler, Vögele, Vobis, Media Markt). Los intentos de Karstadt de formar una cadena de hipermercados propia fracasaron en la década de los 70.

## Filiales
Actualmente existen en Alemania 90 sucursales de Karstadt. Dos Wertheim y otros dos Schaulandt pertenecen también a Karstadt. Entre los grandes almacenes más representativos del consorcio se encuentran el KaDeWe (acrónimo de Kaufhaus des Westens, "Centro comercial del Oeste") de Berlín (aprox. 60.000 m²), el Oberpollinger de Múnich (aprox. 33.000 m²) y el Alsterhaus de Hamburgo (aprox. 24.000 m²). La sucursal más pequeña está en Wismar y tiene una superficie de unos 3100 m².